# Clytiomya dupuisi
Clytiomya dupuisi är en tvåvingeart som beskrevs av Kugler 1971. Clytiomya dupuisi ingår i släktet Clytiomya och familjen parasitflugor. Inga underarter finns listade i Catalogue of Life.